# Syriac Supplement
Syriac Supplement è un blocco Unicode. È costituito da 11 caratteri compresi nell'intervallo U+0860-U+086F.
Introdotto nella versione 10.0 di Unicode, comprende i simboli utilizzati per un dialetto della lingua malayalam.

## Tabella compatta di caratteri
| 080 | ࡠ | ࡡ | ࡢ | ࡣ | ࡤ | ࡥ | ࡦ | ࡧ | ࡨ | ࡩ | ࡪ |